# لست. اف‌ام
لَست. اِف‌اِم (به انگلیسی: Last.fm) یک وبگاه رادیویی اینترنتی برای پخش موسیقی است که در سال ۲۰۰۲ در بریتانیا تأسیس شده است. این رادیو ادعا کرده است، بیش از ۴۰ میلیون کاربر فعال مستقر در بیش از ۲۰۰ کشور دنیا دارد. در ۳۰ مه ۲۰۰۷ سی‌بی‌اس، لست. اف‌ام را در ازای پرداخت مبلغ ۱۴۰ میلیون پوند (۲۸۰ میلیون دلار) خرید.
لست. اف‌ام با استفاده از سیستم توصیه‌گر موسیقی به نام آدیواسکروبلر، از طریق ایستگاه‌های رادیویی اینترنتی، کامپیوتر کاربر یا بسیاری از دستگاه‌های موسیقی قابل حمل، اطلاعات مربوط به آهنگ‌هایی را که کاربر گوش می‌دهد، ثبت می‌کند و مشخصات دقیقی از سلیقهٔ موسیقی هر کاربر را در نمایهٔ او ایجاد می‌کند. این موارد در پایگاه اطلاعاتی لست. اف‌ام ذخیره و مورد تجزیه و تحلیل قرار می‌گیرند. پس از آن به صورت منظم و تغییرپذیر در نمایهٔ کاربر قرار می‌گیرند. این اطلاعات امکان مقایسه ذائقهٔ موسیقی کاربر را با دیگر کاربران می‌دهد. قابلیت‌های مشابه شبکه‌های اجتماعی نیز در این سایت دیده می‌شود. توصیه و اجرای آهنگ‌های هنرمندان شبیه به هنرمندان مورد علاقه‌های شما در این پایگاه اینترنتی میسر است.
کاربران می‌توانند از آرشیو موسیقی لست. اف‌ام، ایستگاه‌های رادیویی سفارشی ایجاد و پخش کنند. لست. اف‌ام امکان ایجاد «لیست آهنگ‌های مورد علاقه» از آهنگ‌های موجود را هم، به کاربران می‌دهد. کاربران لست. اف‌ام قادر به گوش دادن به بعضی از آهنگ‌های مورد تقاضا و دانلود آن‌ها-اگر صاحب حقوق آن اجازه داده باشد، هستند. کاربران خارج از بریتانیا، آمریکا و آلمان، بعد از گوش دادن به ۳۰ آهنگ رایگان و در صورت تمایل به ادامهٔ استفاده از لست. اف‌ام، باید هزینهٔ اشتراک ماهانه ۳ پوند را پرداخت کنند.

## تاریخچه

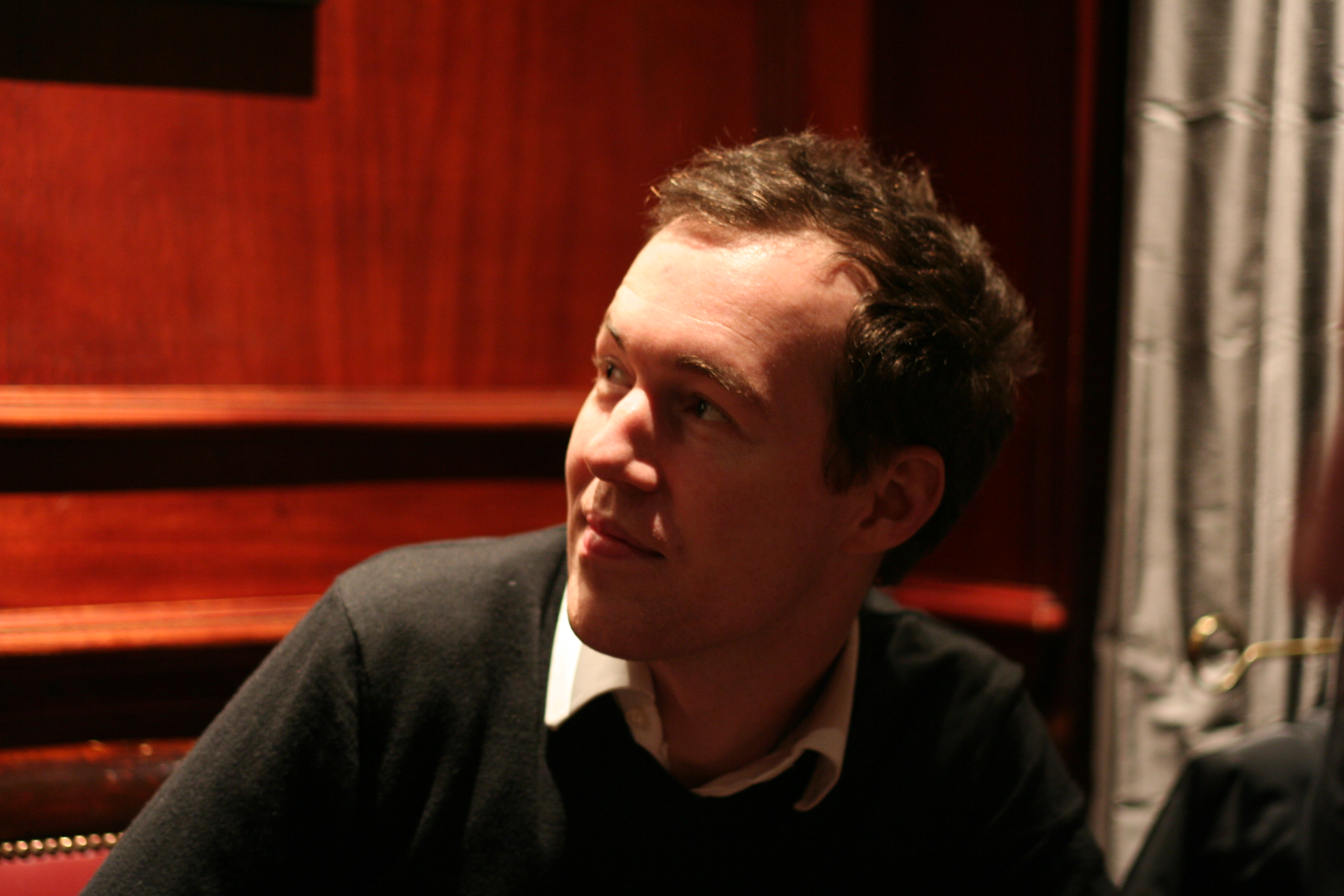
مارتین استیکسل از بنیان‌گذاران لست. اف‌ام

حالت فعلی وبگاه لست. اف‌ام به صورت جدا از ۲ منبع آدیواسکروبلر و لست. اف‌ام توسعه یافته شده است. در سال ۲۰۰۵ این دو با هم ادغام شدند. پروژه آدیواسکروبلر توسط ریچارد جونز دانشجوی علوم کامپیوتر زمانی که او در دانشگاه سائوتهمپتون / دانشکده الکترونیک و علوم رایانه در پادشاهی متحده،
حضور داشت، آغاز شد. جونز اولین افزونه‌ها را توسعه داد، و سپس API برای جامعه کاربران باز کرد، پس از آن پخش‌کننده‌های موسیقی در بسیاری از سیستم عامل مختلف پشتیبانی شدند. آدیواسکروبلر به ضبط موسیقی که کاربران در کامپیوتر ثبت شده اجرا می‌کردند، محدود شده بود. این مهم امکان رسم نمودار و فیلتر مشترک می‌داد.
لست. اف‌ام توسط فلیکس میلر، مارتین استیکلس، مایکل و توماس برایندربروکر ویلومیتزر، به عنوان یک ایستگاه رادیویی در اینترنت و فروم موسیقی، با استفاده از نمایه‌های موسیقی مشابه برای تولید فهرست پخش پویا، در سال ۲۰۰۲ تأسیس شد. نام سایت از دامنه .fm، دامنه سطح بالا میکرونزی، که در واقع یادآور رادیو اف ام هم می‌باشد، بهره می‌برد. قسمت لست نام آن که به معنی آخرین است نشان دهندهٔ آن می‌باشد که این رادیو آخرین رادیویی می‌باشد که شما استفاده می‌کنید. دکمه‌های ٬عشق، و ٬ممنوعیت، این اجازه را به کاربران می‌داد که نمایه‌های خود را شخصی کنند. لست. اف‌ام برنده Europrix 2002 و نامزد دریافت جایزه برای Prix Ars Electronica در ۲۰۰۳شد.
تیم‌های آدیواسکروبلر و لست. اف‌ام شروع به همکاری نزدیک با یکدیگر کردند، هر دو تیم در دفتر مشابه در وایت چپل، لندن بودند، در سال ۲۰۰۳ لست. اف‌ام و آدیواسکروبلر به‌طور کامل یکپارچه شدند. ورودی می‌تواند از طریق وبگاه پلاگین آدیواسکروبلر یا لست. اف‌ام باشد. فروم‌های زیادی نیز در این سایت موجود بودند که تعداد اندکی از آن‌ها محتوی متفاوتی دارند. نام دامنه قدیمی سایت آدیواسکروبلر در audioscrobbler.com در اوت ۲۰۰۵ کاملاً با لست. اف‌ام جدید ادغام شد. این آغاز audioscrobbler.net به عنوان یک سایت جداگانه در سپتامبر ۲۰۰۵ برای توسعهٔ بیشتر نرم‌افزار بود. با این حال، در پایین هر یک از صفحات لست. اف‌ام صفحه «شعار» آدیواسکروبلر، که با هر بارگذاری مجدد صفحه عوض می‌شد وجود دارد. بر اساس گفته‌ها موجود این شعارها در سایت قدیمی آدیواسکروبلر توسط اعضای اصلی سایت تقدیم شده است.
به روزرسانی در تاریخ ۱۴ ژوئیه ۲۰۰۶ سایت شامل نرم‌افزاری جدید برای رادیو لست. اف‌ام و نرم‌افزار لاگر برای اجرای فایل‌های موسیقی بود. دیگر تغییرات، شامل بهبود سیستم دوستان و به روزرسانی آن به نیاز دو طرفه بودن دوستی. علاوه بر این‌ها میزکار لست. اف‌ام، که در آن کاربران می‌توانند، اطلاعات مربوط به خود را بیابند، امکان خرید موسیقی از خرده فروشان آنلاین را فراهم کرد. طراحی بصری جدید برای وب سایت (از جمله رنگ‌بندی انتخابی سیاه و سفید) نیز به سایت اضافه شده بود. این وبگاه شروع به گسترش زبانی خود با اضافه کردن زبان ژاپنی در ۱۵ ژوئیه ۲۰۰۶ کرد. در حال حاضر سایت به دیگر زبان‌ها، از جمله آلمانی، اسپانیایی، فرانسوی، ایتالیایی، لهستانی، پرتغالی، سوئدی، روسی، ترکی و چینی ساده شده در دسترس است. در اواخر سال ۲۰۰۶، موفق به کسب بهترین سایت انجمن موسیقی در BT Digital Music Awards شد. علاوه بر این، در ژانویه ۲۰۰۷ نامزد دریافت جایزه ان ام ای اواردز بهترین وب سایت NME گردید.
در پایان آوریل سال ۲۰۰۷، شایعاتی از مذاکرات میان لست. اف‌ام و وایاکوم به وجود آمد، اینکه وایاکوم در نظر گرفته برای خرید لست. اف‌ام حدود ۲۲۵ میلیون پاند (حدود ۴۴۵ میلیون دلار) پرداخت کند. در ماه مه ۲۰۰۷ اعلام شد که کانال ۴ رادیو پخش برنامه‌ای را به صورت هفتگی آغاز کرده است که در آن از جدول‌های آهنگ‌های شنیده شده در هر هفته در سراسر جهان در لست. اف‌ام استفاده شده است. این برنامه ورلدواید چارت نام دارد. در ۳۰ مه ۲۰۰۷ اعلام شد که لست. اف‌ام توسط سی بی اس برای ۱۴۰ میلیون پاند خریداری شده شده است. البته هنوز همان تیم مدیریتی آن را اداره می‌کنند. در ماه ژوئیه ۲۰۰۸، نسل جدید لست. اف‌ام آغاز شد که به‌طور کامل صفحه آرایی را تغییر داده بود و همچنین امکانات جدیدی به آن اضافه شده بود. این تغییرات مخالفت شدید کاربارن را در پی داشت. سایت از نظر آن‌ها زشت، کند و غیرقابل استفاده شده بود.
با این حال، یک ماه پس از طراحی مجدد روابط عمومی سی بی اس اعلام کرد که بازدید از سایت حدود ۲۰ ٪ افزایش یافته است.

لست. اف‌ام پس از طراحی جدید

در ۱۱ سپتامبر ۲۰۰۹ رادیو سی بی اس اعلام کرد که برنامه‌نویسی لست. اف‌ام برای پخش در ۴ ایستگاه عمدهٔ اف ام برای اولین بار در تاریخ خود در زمینه HD رادیو در دسترس خواهد بود. این ایستگاه‌ها شامل KCBS - HD2 در لس آنجلس، کالیفرنیا؛ KITS - HD3 در سان فرانسیسکو، کالیفرنیا؛ WWFS - HD2 در شهر نیویورک و WXRT - HD3 در شیکاگو، ایلینوی بودند. برنامه‌نویسی، که بیشتر شامل کدی بود که خودش را با علایق کاربران در هفته بروزرسانی می‌کرد و امکان پخش گفتگوهای زنده را به دارندگان رادیو می‌داد و در ۵ اکتبر در نیویورک رونمایی شد.

## سرمایه‌گذاری و کارکنان
لست. اف‌ام از فروش فضای تبلیغات آنلاین در وب، حق اشتراک ماهانهٔ کاربران و کمک‌های اهدایی، تأمین مالی می‌شود. در سال ۲۰۰۴، اولین سرمایه‌گذاری عمدهٔ مالی به لست. اِف‌اِم، از جانب پیتر گاردنر، سرمایه‌گذار بانک‌دار انجام شد. گاردنر در ازای سرمایه‌گذاری‌اش در اوایل سال ۲۰۰۲ به عنوان یکی از اعضای بنیان‌گذار لست. اف‌ام شناخته می‌شود. در دور دوم اشتفان گلانزر (پیوسته با جوی اتو و راید هوفمن) تعدادی از سهام شرکت که شامل بخشی از سهام مایکل برایدنبروکرز نیز بود، خریداری کردند. در سال ۲۰۰۶ شرکت دور اول از سرمایه مالی سرمایه‌گذاری از سوی سرمایه‌گذاران اروپایی، که مدیرانشان نیل ریمر و دنی ریمر نیز به هیئت مدیره لست. اِف‌اِم، متشکل از فلیکس میلر، مارتین استیکسل و استفان گلانزر (مدیر) پیوستند، دریافت کرد. در ۲۴ مارس ۲۰۰۹ وبلاگ رسمی لست. اف‌ام نوشت، که کاربران-به جز کسانی که در ایالات متحده، انگلستان، یا آلمان هستند- برای استفاده از لست. اف‌ام باید ماهانه هزینه اشتراک ۳ پاوندی را پرداخت کنند. از آوریل ۲۰۱۰ این سیستم اشتراک فعال شده است.
بنیانگذاران اصلی فلیکس میلر، مارتین استیکسل و ریچارد جونز در تابستان ۲۰۰۹ شرکت را ترک کردند.

## امکانات

### حساب کاربری

برای عضو شدن در لست. اف‌ام نیاز به یک ایمیل و نام کاربری دارید.

حساب کاربری رایگان شامل دسترسی به تمامی ویژگی‌های اصلی زیر است. کاربران ثبت نام شده همچنین قادر به شرکت در انجمنهای لست. اف‌ام، ارسال و دریافت پیام‌های خصوصی و استفاده از نرم‌افزار پخش موسیقی لست. اف‌ام هستند. کاربران خارج از بریتانیا، آمریکا و آلمان، بعد از گوش دادن به ۳۰ آهنگ رایگان، برای استفادهٔ بیشتر از سرویس رادیویی باید هزینهٔ اشتراک را (ماهانه ۳ پوند) پرداخت کنند.

#### نمایه
کاربران لست. اف‌ام می‌توانند برای خودشان با استفاده از چندین روش یک پروفایل موسیقی بسازند: با گوش دادن به موسیقی مجموعه شخصی خود در برنامه پخش موسیقی کامپیوتر یا آی‌پادشان با پلاگین آدیواسکروبلر، یا با گوش دادن به رادیوی اینترنتی لست. اف‌ام، خواه با پخش‌کنندهٔ اختصاصی لست. اف‌ام یا با فلش‌پلیر. تمام آهنگ‌های پخش شده در فهرستی جمع می‌شوند که از آن جداول بهترین هنرمند و بهترین آهنگ‌ها محاسبه می‌شوند. لست. اف‌ام این کار را اسکروبلینگ می‌نامد.
لست. اف‌ام به‌طور خودکار صفحه پروفایل برای هر کاربر ایجاد می‌کند که شامل اطلاعات اولیه از قبیل نام کاربری، آواتار آن‌ها، تاریخ ثبت نام و تعداد آهنگ‌هایی که گوش کرده‌اند، است. این پروفایل را می‌توان با اطلاعات بیشتر یا عکس‌های دلخواه مورد نظر تغییر داد، اما ترکیب اصلی پروفایل قابل تغییر نیست. همچنین یک باکس چت برای دریافت پیام‌های عمومی وجود دارد. مشخصات صفحه برای همه قابل مشاهده است، همراه با فهرستی از هنرمندان و آهنگ‌های برتر و ۱۰ تازه‌ترین آهنگ‌های پخش شده (قابل گسترش). هر پروفایل کاربری یک ابزار «ذائقه‌سنج موسیقی» دارد که میزان سازگاری ترانه‌ها با سلیقهٔ موسیقی کاربر را درجه‌بندی می‌کند.
پروفایل‌های کاربری همچنین می‌توانند اطلاعاتی نظیر فهرستی از دوستان، فهرستی از آهنگ‌های هفتگی دوستان، برچسب‌های مورد علاقه، گروه‌ها و رخدادها را دربرداشته‌باشند. فهرست پخش ترانه‌ها که گزینه‌ای اختیاری است، امکان اضافه کردن آهنگ‌هایی که کاربر علاقه به اشتراک‌گذاری یا بالا بردن درجه آن‌ها را دارد. سایر امکانات، شامل قابلیت حذف آهنگ شنیده شده در ۲ هفتهٔ اخیر، ناوبری نمایه‌های مرتبط (مانند دوستان و همسایگان موسیقی) و فهرستی از آلبوم‌های مورد علاقه کاربران است.
استفاده از قابلیتی که در حال حاضر از طریق سرویس‌های وب در دسترس است، به کاربران اجازه می‌دهد فهرستی قابل تنظیم از آهنگ‌های به تازگی گوش داده شده را در وبلاگها، مای اسپیس یا به عنوان امضای‌شان در تالارهای گفتگو بیفزایند.

#### توصیه‌ها
تازه‌ترین سرویس لست. اف‌ام صفحهٔ پیشنهادهای شخصی است که به میز کار معروف می‌باشد. این صفحه تنها برای کاربرانی که این گزینه را در ترجیحات‌شان فعال کرده باشند در دسترس خواهد بود و شامل پیشنهاد موسیقی‌های جدید، کنسرت‌ها و معرفی کاربرانی با ذائقهٔ نزدیک به کاربر است.
بخش «توصیه‌ها» با استفاده از الگوریتم فیلترهای گزینش‌کننده عمل می‌کند، بدین ترتیب که کاربر می‌تواند آهنگ‌هایی از هنرمندان مختلف را که در فهرست موسیقی فرد با سلیقهٔ موسیقی نزدیک به او قرار دارند گوش دهد. این صفحه همچنین شامل فهرستی از قطعه‌های موسیقی است که به کاربر و گروه‌هایی که در آن عضو شده پیشنهاد می‌شوند. مطالب مجله‌های موسیقی راجع به هنرمندانی که کاربر به موسیقی‌های‌شان گوش کرده است و موسیقی مشابه سایر کاربران که به تازگی گوش داده‌اند از دیگر امکانات بخش توصیه‌ها هستند. ایستگاه رادیویی که براساس موسیقی هفتهٔ گذشته کاربر طراحی شده است نیز در این صفحه در دسترس می‌باشد. لست. اف‌ام همچنین به کاربران اجازه می‌دهد که هنرمندان، آهنگ یا آلبومی خاص را به کاربران دیگر در فهرست دوستان‌شان یا گروه‌های کاربری که آن‌ها در آن عضو هستند، پیشنهاد کنند.

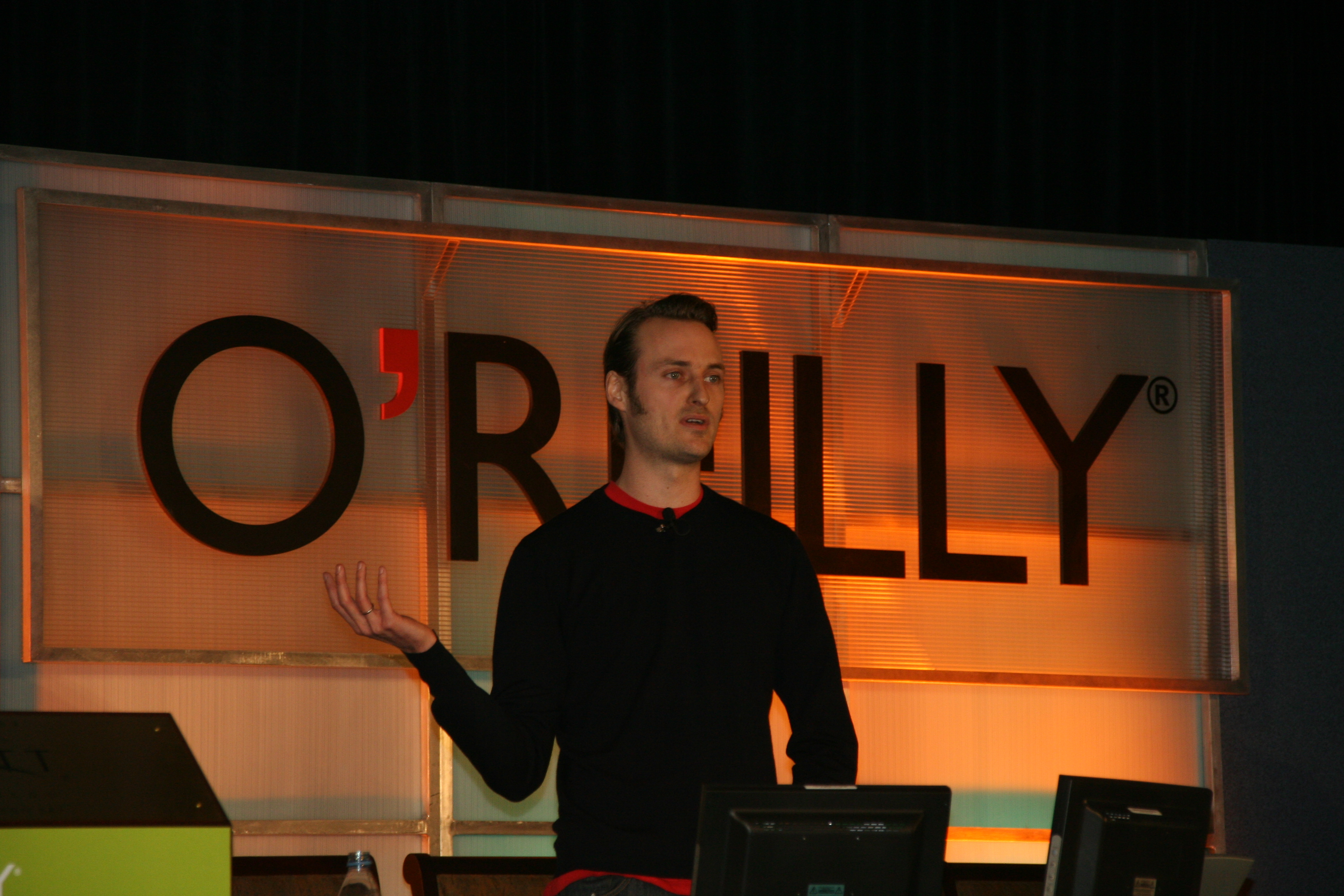
فلیکس میلر از بنیان‌گذاران لست. اف‌ام

#### گروه‌ها
لست. اف‌ام به کاربران این اجازه را می‌دهد که بر اساس علاقهٔ مشترک شروع به ایجاد گروه‌های موسیقی کنند. (به‌طور مثال طرفداران یک هنرمند، طرفداران یک سبک موسیقی یا یک گروه در اینترنت). گروه‌ها ممکن است به هنرمندان یا کشورهای مختلف وابسته باشند. هر کاربر این امکان را دارد تا گروهی را ایجاد کند و کاربرانی را به آن اضافه کند. اغلب گروه‌ها برای عموم آزاد هستند، البته گروه‌هایی هستند که نیاز به تأیید مدیر گروه برای عضویت دارند. گروه‌های شخصی، انجمن، مجله و ایستگاه رادیویی خود را دارند. (البته ایستگاه رادیویی به صورت خودکار با توجه به سلیقهٔ افراد گروه و تعداد کافی عضو به وجود می‌آید) اعضای گروه قادر هستند توصیه‌هایی از هنرمندان یا آهنگ‌هایی که گوش می‌دهند را به سایر اعضای گروه ارائه کنند.

#### رویدادها
پس از به روزرسانی اکتبر ۲۰۰۶، امکان اضافه کردن رویدادها به وجود آمد. کاربر می‌تواند جشنواره یا کنسرت مورد نظرشان را در این قسمت اضافه کند و شعاع اطراف محل برگزاری را برای افراد عضو مشخص کند. هر کاربر این امکان را دارد که در این رویداد شرکت داشته باشد. هر کاربر ثبت نام شده می‌تواند محل برگزاری و توضیحات مربوط به کنسرت را قرار دهد. همچنین امکانی برای قرار دادن تصاویر کنسرت نیز با همکاری فلیکر وجود دارد.

### حساب مشترکان
لست. اف‌ام به کاربران حساب‌های پولی ارائه می‌دهد که هزینهٔ آن، ۳ پوند، ۳ دلار یا ۳ یورو می‌باشد. امکاناتی که فقط به کاربران پولی تعلق می‌گیرید:
- سایت بدون تبلیغات
- گزینه‌های رادیوی بیشتر (لیست پخش دلخواه کاربر و رادیو آهنگ‌های مورد علاقه)
- توانایی مشاهده بازدید کنندگان اخیر به صفحه شخصی خود (نمایه)
- اولویت در سرور لست. اف‌ام
- توانایی برای پخش رادیو لست. اف‌ام در خارج از انگلستان، ایالات متحده یا آلمان

### لست. اف‌ام روی ایکس‌باکس ۳۶۰
در نوامبر ۲۰۰۷ نرم‌افزار لست. اف‌ام، برای کاربران طلایی ایکس باکس ۳۶۰ به صورت کامل راه اندازی شد. این نرم‌افزار جدید را می‌توان از داشبورد ایکس باکس ۳۶۰ دریافت کرد و حجمی بالغ بر ۶٬۴۸ مگابایت دارد. تنها مشکل این نرم‌افزار این است که به شما امکان گوش دادن به موسیقی هم‌زمان با بازی کردن را نمی‌دهد. علت آن هم نوع استفاده از منابع سیستمی در ایکس باکس است.
سیستم لست اف برای کاربران ایکس باکس ۳۶۰ فقط در آمریکا و انگلستان ارائه شده است. مایکروسافت اعلام کرد در آیندهٔ نزدیک این سیستم در آلمان نیز قابل استفاده خواهد بود.

## صفحات هنرمند
هنگامی که کسی به موسیقی یک هنرمند گوش می‌دهد و این آهنگ اسکروبل می‌شود، صفحه‌ای به صورت خودکار در لست. اف‌ام برای آهنگ ایجاد می‌شود. صفحه ممکن است دارای هیچ موسیقی برای گوش دادن نباشد. این صفحه امکان ذخیرهٔ تعداد بار گوش داده شدن آهنگ‌های هنرمند، آهنگ‌های محبوب در هفته در ماه، به‌طور کلی، شونده‌های برتر، گروه‌ها و خبرنامه‌های مرتبط، فهرست هنرمندهای شبیه، برچسب‌های محبوب و جعبه‌ای برای اظهار نظر در مورد هنرمند را می‌دهد. همچنین پیوندهای مرتبط و وقایع و حواشی و اطلاعات اضافی در مورد هنرمند نیز در این صفحه قرار دارند. موزیک ویدیوهای رسمی که در یوتوب وجود دارند نیز در این صفحه ممکن است، وارد شوند.
کاربران این امکان را دارند که اطلاعات دقیق‌تری در مورد خواننده به صورت ویکی وارد کنند. تغییراتی برای جلوگیری از خرابکاری نیز صورت می‌گیرند. عکس هنرمند نیز ممکن است، ارسال شود. اگر تعداد عکس‌ها زیاد باشد، عکس صفحهٔ خواننده با رأی کاربران انتخاب می‌شود. تمامی اطلاعاتی که کاربران اضافه می‌کنند، تحت اجازه نامهٔ کرییتیو کامانز و گنو اف دی ال انتشار می‌یابد.
لست اف برای هنرمندان هم نام صفحه‌ای برای ابهام‌زدایی ایجاد می‌کند.

## کتابخانهٔ موسیقی
کتابخانهٔ لست. اف‌ام دارای بیش از ۶٬۵ میلیون آهنگ است. اعضا مجاز به فرستادن آهنگ‌های دارای حق نشر نمی‌باشند. اما آلبوم‌های تجاری توسط تیم لست. اف‌ام به کتابخانه اضافه می‌شود. آهنگ‌های معروف در زمان حاضر و آهنگ‌های هنرمندان محبوب برای گوش دادن در دسترس هستند. اما همیشه میان انتشار موسیقی و بارگذاری آن در لست. اف‌ام یک فاصلهٔ زمانی وجود دارد. این کتابخانه شامل طیف وسیعی از سبک‌های موسیقی می‌شود: کلاسیک، اپرا، موزیکال تا آهنگ‌های بسیار قدیمی یا کمیاب.

صفحهٔ کتابخانه در لست. اف‌ام

در فوریه ۲۰۰۷ کمپانی برادران وارنر اعلام کرد، که پس از بستن قراردادی با لست. اف‌ام به این سایت اجازه داده است که تمامی آهنگ‌های تحت اختیار این شرکت را برای گوش دادن قرار دهد.
این آهنگ‌ها برای کاربران آمریکای شمالی و اروپا در دسترس خواهند بود. مارتین استیکسل بنیان‌گذار وبگاه گفت: تلاش ما این است که تمامی برچسب‌ها و شرکت‌های پخش‌کنندهٔ موسیقی را به لست اف اضافه کنیم. با این وجود در ژوئن ۲۰۰۸ کمپانی وارنر تمامی آهنگ‌های خود را در این وبگاه حذف کرد و قرارداد خود را با لست اف ملغی اعلام کرد. دلیل این امر عدم تفاهم در میزان پرداخت‌ها در لست. اف‌ام بود.
در ژوئیه ۲۰۰۷، اعلام شد که شرکت سونی بی‌ام‌جی هم با لست. اف‌ام برای پخش کامل تمامی آهنگ‌های تحت اختیار این شرکت تفاهم‌نامه‌ای امضا کرده است. این تفاهم به کاربران لست. اف‌ام این اجازه را می‌دهد که تمامی آرشیو سونی بی‌ام‌جی را از لست. اف‌ام گوش دهند.

### هنرمندان و پخش‌کننده‌های مستقل
برچسب‌های ضبط مستقل و هنرمند بدون امضاء تشویق می‌شوند، برای ترویج موسیقی خود از لست. اف‌ام استفاده کنند. آن‌ها می‌توانند با برچسب‌های مناسب و اضافه کردن خواننده‌های شبیه کاربران را به موسیقی خود هدایت کنند. این هنرمندان می‌توانند موسیقی خود را در لست. اف‌ام قرار دهند و امکان پخش موسیقی را فعال کنند و در قبال این کار آماری از تعداد بار گوش داده‌شدن آهنگ‌های خود را بیابند. امکان دریافت آهنگ به صورت مجانی، پخش آن یا فروش آن نیز برای این هنرمندان در لست. اف‌ام وجود دارد.

### پیش‌نمایش‌ها و دریافت رایگان
برای تمامی آهنگ‌ها امکان شنیدن ۳۰ ثانیه‌ای فراهم شده است. این امکان در تمامی صفحات که شامل این آهنگ هستند در دسترس است. البته برای بعضی آهنگ‌ها امکان شنیدن کل آهنگ با اجازهٔ هنرمند وجود دارد. با این حال امکان گوش دادن به کل آهنگ در تاریخ ۱۲ آوریل ۲۰۱۰ به‌طور کامل حذف شد. این مسئله واکنش‌های شدیدی در میان کاربران به دنبال داشت. البته امکان گوش دادن به آهنگ کامل در رادیو هنوز وجود دارد.
در اکتبر ۲۰۰۶ لست. اف‌ام امکان دریافت آهنگ‌هایی که توسط صاحب آثار هنری اجازه داده شده بود را فراهم کرد.
بیشتر این آهنگ‌ها سبک ایندی هستند. (ایندی از کلمهٔ ایندیپندنت (به معنای مستقل) آمده است). همچنین بعضی از آن‌ها مثل چمیکال رومانس پس از بستن قرارداد با شرکت‌هایی بزرگ آهنگ‌های قبلی را برای دریافت آزاد گذاشتند.
در حال حاضر امکان دریافت بیش از ۱۰۰٬۰۰۰ آهنگ رایگان از لست. اف‌ام وجود دارد. چارتی از ۲۰۰ آهنگ که بیشتر از بقیه دریافت شده‌اند در هر ماه و در هر هفته وجود دارد.
در تاریخ ۲۳ ژانویه ۲۰۰۸ لست. اف‌ام مدل تجاری خود را همگام با موسیقی رایگان و حمایت از آن توسعه داد. اکثر آهنگ‌ها را می‌شد به صورت رایگان یک‌بار شنید. برای هر بار که آهنگ به صورت رایگان پخش می‌شد صاحب اثر هنری مبلغی دریافت می‌کرد. البته این سیستم در آزمایش بود و فقط در کشورهای آلمان، آمریکا و انگلستان قابل استفاده بود. اما در تاریخ ۱۲ آوریل ۲۰۱۰ این سیستم دیگر در لست. اف‌ام وجود خارجی نداشت. به جای آن لست. اف‌ام به همکاری با شرکت‌هایی مانند ماگ، اسپاتی فای و هایپ ماشین برای فایل‌های شنیداری پرداخت.

## برچسب‌ها
لست. اف‌ام برای گسترش ساختار مردمی موسیقی خود، امکانی برای برچسب‌زدن هنرمندان، آلبوم‌ها و ترانه‌ها دارد. کاربران این امکان را دارند که موسیقی را براساس برچسب‌های موجود در رادیوی برچسب بشنوند. از فواید این‌کار، این است که آهنگ‌ها به یک نوع برچسب مربوط هستند و در یک رده جای می‌گیرند. این برچسب زدن می‌تواند به دلایل سبک، هنرمند، نوع خواندن، سال تولید موسیقی یا هر رده‌بندی دلخواه کاربر باشد. (مثلاً هنرمندان دهه ۹۰) البته با توجه به اینکه برچسب‌ها توسط کسی مورد بازبینی قرار نمی‌گیرند، امکان تقلب نیز وجود دارد. در این حالت هنرمندانی که به برچسب مربوط متصل نیستند توسط کاربران به آن وصل شده و رادیوی مورد نظر را تحت تأثیر قرار می‌دهند.
مشترک‌های لست. اف‌ام این امکان را دارند که ایستگاه‌های رادیویی بر اساس برچسب‌های خود ایجاد کنند. همهٔ رادیوهای برچسب دار قابل دسترسی عموم می‌باشند. (شامل رادیوی مشترکان هم می‌شود). البته گوش دادن خارج از آمریکا، آلمان و بریتانیا فقط برای مشترکان لست. اف‌ام امکان‌پذیر است.

## جدول‌ها
یکی دیگر از امکان‌های خاص لست. اف‌ام ایجاد جدول‌های خودکار و ذخیرهٔ اطلاعات آهنگ‌هایی که در طول هفته شنیده می‌شوند، می‌باشد. این کار بخشی از سیستم لست. اف‌ام در زمینهٔ نمایه است. کاربران دسترسی به جدول‌های مختلفی مانند محبوب‌ترین هنرمندان، محبوب‌ترین ترانه‌ها، محبوب‌ترین آلبوم‌ها و جدول‌های هفتگی هنرمندان و ترانه را دارا می‌باشند. این جدول‌ها براساس آهنگ‌هایی که کاربران با استفاده از نرم‌افزار لست. اف‌ام یا رادیوهای لست. اف‌ام می‌شنوند، ایجاد شده‌اند.

جدول کلی در لست. اف‌ام

علاوه بر این برای هر هنرمند جدول محبوب‌ترین برای ترانه‌ها و هر آلبوم نیز موجود است. (در شرایطی که امکان اسکوربل کردن ترانه وجود داشته باشد) در قسمت دیگر جدول کوچکی از شنوندگان برتر ترانه‌ها و هنرمندان وجود دارد که بر اساس نسبت تعداد آهنگ‌ها یا آهنگ‌های مربوط به هنرمند به کل آهنگ‌های شنیده شده ایجاد می‌شود. این امکان طوری طراحی شده که کاربرانی که ۱–۲ آهنگ را فقط برای مدت کوتاه گوش می‌دهند وارد این جدول نشوند.
با توجه به اینکه اطلاعات آهنگ‌ها از برچسب‌های آی دی ای ۳ برای لست. اف‌ام استخراج می‌شوند. امکان غلط‌های املایی یا اشتباه در نام‌گذاری برای آهنگ‌ها وجود دارد و این باعث می‌شود که گاهی برای یک آهنگ دو یا سه صفحه و شمارشگر ایجاد شوند، که همین رتبهٔ آهنگ را در جدول تغییر می‌دهد. البته لست. اف‌ام برای خوانندگان هم نام تغییری ایجاد نمی‌کند. البته در سیستم جدید امکان پیدا کردن آهنگ صحیح از آهنگ‌هایی که غلط املایی دارند افزوده شده و همین دقت لست. اف‌ام را در این مورد قدری بالا برده است.
در ضمن جدول‌هایی هم برای کاربران گروه‌هایی مختلف وجود دارند که امکان سنجش نزدیک بودن افراد یک گروه خاص در زمینهٔ موسیقی را فراهم می‌کنند.

### جدول‌های جهانی
لست. اف‌ام فهرستی از موسیقی‌هایی که در سطح جهان شنیده می‌شوند، تهیه می‌کند. این فهرست شامل ۴۰۰ آهنگ برتر و هنرمند برتر است. البته برای جلوگیری از اینکه تکرار زیاد یک ترانه توسط یک کاربر فهرست را تحت تأثیر قرار ندهد این فهرست بر اساس تعداد شنونده‌ها و نه براساس بار شنیده‌شدن آهنگ ایجاد می‌شود.
این نتایج، با نتایج جدول‌های موسیقی سنتی مانند ۴۰ بهترین آهنگ‌های بریتانیا، مجلهٔ بیلبورد، سانداسکن و غیره می‌باشد که براساس فروش یک آهنگ یا پخش‌های رادیویی ایجاد می‌شوند، متفاوت می‌باشند. جدول‌های لست. اف‌ام به‌سختی قابل تغییر سریع هستند، ممکن است آلبوم‌های جدید ماه‌ها یا حتی سال‌ها بعد در جدولی جا باز کنند. برای مثال گروه بیتل‌ها که همیشه جز ۵ هنرمند برتر لست. اف‌ام هستند و این نشان دهنده این است که ترانه‌های آن‌ها با وجود اینکه فروش چندانی ندارند، هنوز محبوب هستند. البته اتفاق‌هایی مانند وارد شدن یک آلبوم جدید که مورد توجه واقع شود، به بازار یا مرگ یک هنرمند در جدول می‌تواند تغییراتی ایجاد کند.
جدول جهانی برچسب‌ها، فهرستی از ۱۰۰ برچسب برتر می‌باشد که خواننده یا آلبوم یا ترانه‌ای را توصیف کرده‌اند. این جدول ربطی به تعداد شنونده‌ها رادیو برچسب مربوط ندارد و به تعداد استفاده از برچسب مورد نظر برای آهنگ بستگی نشان می‌دهد.

## رادیو لست. اف‌ام

رادیوی براساس فلش لست. اف‌ام

لست. اف‌ام امکان رادیوهای شخصی شده مستمر بر اساس آهنگ موجود در کتابخانهٔ شما در وبگاهش را به شما می‌دهد.
ایستگاه‌های رادیویی می‌توانند براساس نمایهٔ شخصی کاربر، یا همسایگان کاربر یا حتی آهنگ‌هایی که کاربر برچسب مورد علاقه زده است، باشد. گروه‌ها و برچسب‌ها نیز در صورتی که تعداد کافی شنونده داشته باشند یا برچسب به تعداد کافی مورد استفاده قرار گرفته باشد، دارای ایستگاه رادیویی می‌شوند. ایستگاه‌های رادیویی می‌توانند در حالت مرور نیز ایجاد شود. صفحه‌های هنرمندان این امکان را به شما می‌دهد که رادیوی هنرمندان شبیه و طرفداران را بشنوید. تا تاریخ دسامبر ۲۰۰۶ امکان ایجاد ایستگاه‌های رادیویی که شامل بیش از هنرمند باشند وجود نداشت. لست. اف‌ام اشاره کرد که این به دلیل محدودیت‌های کپی‌رایت است. در ماه مه ۲۰۰۹، لست. اف‌ام رادیوی تجسمی را ارائه داد. این نسخهٔ توسعه‌یافتهٔ رادیوی اصلی لست. اف‌ام بود که با ارائهٔ نسخهٔ جدید امکاناتی نظیر عکس‌های هنرمندان، ایستگاه‌های تلفیقی (به کاربران اجازه می‌داد تا رادیویی از ۳ هنرمند با هم ایجاد کنند) به لست. اف‌ام اضافه گشت.
تحت شرایط جدید ایستگاه‌های رادیویی، شما اجازهٔ انتخاب یک آهنگ خاص (البته به جز حالت پیش نمایش) یا تغییر ترتیب آهنگ‌ها را ندارید. البته این امکان وجود دارد که آهنگی را از فهرست حذف کنید یا از آهنگی به آهنگ دیگر بپرید. بر اساس قوانین بریتانیا، برای هر بار پخش آهنگ‌ها از رادیو مبلغی به شرکت‌های صاحب امتیاز ترانه داده می‌شود. موج رادیویی از فرمت ام پی ۳ با کیفیت ۱۲۸ کیلوبیت درثانیه و ۴۴ کیلوهرتز استفاده می‌کند. این فایل‌ها توسط پخش‌کنندهٔ فلش داخل سایت یا پخش‌کنندهٔ لست. اف‌ام که روی رایانه قابل نصب است، قابل شنیدن هستند. البته دیگر پخش‌کننده‌های غیررسمی و معمولی با استفاده از پروکسی مخصوص می‌توانند از رادیو لست. اف‌ام پشتیبانی کنند.
در ۲۴ مارس ۲۰۰۹ بود که لست. اف‌ام اعلام داشت، تمامی کاربرانی که خارج از بریتانیا، آمریکا و آلمان زندگی می‌کنند باید مبلغی بالغ بر ۳ یورو را برای استفاده از رادیو لست. اف‌ام به عنوان حق اشتراک پرداخت کنند. البته این سیستم قرار بود در تاریخ ۳۰ مارس اجرا شود ولی تا ۲۲ آوریل به تأخیر افتاد. این تصمیم مخالفت‌های زیادی را ایجاد کرد. بیشتر این مخالفت‌ها در وبلاگ لست. اف‌ام نمود پیدا کرد.

### پخش‌کنندهٔ لست. اف‌ام
پخش‌کنندهٔ در صفحهٔ لست. اف‌ام از تکنولوژی فلش استفاده می‌کند. در صورتی که فلش روی کامپیوتر شما نصب نشده باشد، لست. اف‌ام شما را به سایت فلش برای نصب فلش متصل می‌کند. بدون فلش امکان استفاده از این سیستم وجود ندارد. برای اسکروبل کردن (انتقال اطلاعات آهنگ شنیده شده روی رایانهٔ شخصی به نمایهٔ کاربر در لست. اف‌ام) نیاز است که برنامهٔ کاربردی لست. اف‌ام بر روی رایانه نصب شود.
قبل از اوت ۲۰۰۵، لست. اف‌ام رادیویی را ایجاد می‌کرد که به‌راحتی در هر نرم‌افزار پخش‌کنندهٔ موسیقی قابل استفاده بود. البته پشتیبانی از چنین سیستمی بسیار مشکل بود و برای همین لست. اف‌ام دیگر این روند را ادامه نداد. در حال حاضر تنها سیستمی که به‌طور رسمی قابلیت اجرا رادیو را دارد پخش‌کنندهٔ رسمی لست. اف‌ام می‌باشد. نسخه کنونی عملیات رادیوی اینترنتی و اسکروبل را با هم دارا می‌باشد و به قدرت جایگزین سیستم جدای پخش‌کننده و برنامهٔ اسکروبل شد. البته این نرم‌افزار آزاد می‌باشد و تحت اجازه‌نامه گنو منتشر می‌شود. نسخه‌های گنو/لینوکس، مک او اس ایکس و ویندوز به‌راحتی از سایت لست. اف‌ام قابل دریافت می‌باشند.
پخش‌کننده این امکان را می‌دهد که کاربر با وارد کردن یک برچسب یا یک هنرمند به رادیو مشابه در عین حال امکان کاربر توانایی شنیدن رادیوی پیشنهادی و همچنین رادیو شامل ترانه‌های شخصی را نیز دارد.
نرم‌افزار پخش‌کننده، ترانهٔ در حال پخش، آلبوم، طول آهنگ و همچنین تصویر جلد آلبوم رد صورت وجود را به نمایش می‌گذارد. در عین حال امکان نمایش آهنگ‌ها و هنرمندان شبیه به و همچنین بهترین طرفداران نیز وجود دارد. دکمه‌های متفاوتی وجود دارند. علاقه، تنفر یا پرش. دکمهٔ علاقه ترانه را به فهرست ترانه‌های مورد علاقه ی شما اضافه می‌کند. دکمه تنفر شما را مطمئن می‌کند که ترانه دوباره برای شما پخش نشود. هر دوی آن‌ها نمایه شما را تحت تأثیر قرار می‌دهد. دکمهٔ پرش  تأثیری بر روی نمایه شما ندارد و فقط آهنگ بعدی را به شما نشان خواهد داد. دکمه‌های دیگر امکان برچسب‌گذاری یا توصیه ترانه را فراهم می‌کنند. از دیگر امکانات ارائه شده توسط نرم‌افزار عبارتند: ویرایش جزئی مشخصات کاربر از جمله پاک کردن فهرست آهنگ‌هایی که هم‌اکنون شنیده شده با آهنگی از لست ترانه‌های مورد علاقه، ممنوع کردن پخش یک ترانه، تغییر فهرست آهنگ‌های قبلی؛ تغییر فهرست دوستان و همسایه‌ها، تغییر فهرست برچسب‌ها و رادیوهای مربوط به کاربر. کابران همچنین قادرند که صفحهٔ شخصی خود در لست. اف‌ام را با این برنامه باز کنند. (به صورت مستقیم)
برنامهٔ کاربری این امکان را به کاربر می‌دهد که افزونه‌های پخش‌کننده‌ها را بر روی رایانه نصب کند. بعد از آن پخش‌کننده‌های جدا از لست. اف‌ام توانایی اسکروبل را پیدا می‌کنند.
در آخرین نسخهٔ موجود پخش‌کنندهٔ لست. اف‌ام امکان معرفی یک نرم‌افزارهای پخش‌کنندهٔ خارجی نیز وجود دارد. وقتی این انجام شد. لست. اف‌ام به کاربر یک پیوند داخلی ارائه می‌دهد که در آن آهنگ‌های لست. اف‌ام به صورت پروکسی پخش می‌شوند. کاربران این امکان را دارند که این آدرس را با پخش‌کنندهٔ مستقل خود باز کنند. همچنین امکان رادیو میکس (رادیویی که بر اساس علاقهٔ شما آهنگ را دسته‌بندی و پخش می‌کند) به آن اضافه شده است.
لست. اف‌ام در عین حال نرم‌افزارهایی برای سکوهای موبایلی مانند آیفون، اندروید و بلکبری ایجاد کرده است.

## افزونه آدیواسکروبلر
لست. اف‌ام امکان ساختن نمایه کاربر را براساس موسیقی که کاربر بر روی رایانهٔ خود گوش می‌دهد، را دارد. کاربران باید افزونهٔ مربوط به پخش‌کنندهٔ خود را پیدا کنند و بعد از نصب آن به صورت خودکار تمامی آهنگ‌هایی که کاربر تا نیمه (۴ دقیقهٔ اول) گوش می‌دهد به همراه هنرمند مربوط در لست. اف‌ام ثبت می‌شود. آهنگ‌هایی که طولشان کمتر از ۳۰ ثانیه (۳۱ ثانیه در آیتونز) یا متا دیتای (آی دی ۳، سی دی دی بی و …) مناسب نداشته باشند در لست. اف‌ام ثبت نخواهند شد. برای اینکه این نرم‌افزار توسط کاربران دیال آپ نیز قابل استفاده باشد، توانایی کش نیز به افزونه لست. اف‌ام اضافه شده است.

### نرم‌افزارهای پخش‌کنندهٔ سازگار لست. اف‌ام
برنامه‌های زیر به صورت بومی امکان ارسال اطلاعات به لست اف را دارند:
- وان بای وان[واژه‌نامه ۸]
- آلبوم پلیر[واژه‌نامه ۹]
- ای آی ام پی[واژه‌نامه ۱۰]
- آماروک
- آتونز[واژه‌نامه ۱۱]
- آوداشیوس (بی پروا)[واژه‌نامه ۱۲]
- بنشی[واژه‌نامه ۱۳]
- بیلی[واژه‌نامه ۱۴]
- بی ام پی ایکس[واژه‌نامه ۱۵]
- سی موس[واژه‌نامه ۱۶]
- کاگ[واژه‌نامه ۱۷]
- ایمکس سیستم چند رسانه ای[واژه‌نامه ۱۸]
- اکزایل[واژه‌نامه ۱۹]
- ایزمو[واژه‌نامه ۲۰]
- گاادیکو[واژه‌نامه ۲۱]
- مدیریت موسیقی هلیم[واژه‌نامه ۲۲]
- آی اسکروبل ان میکس[واژه‌نامه ۲۳]
- آی اسکروبل پرمیوم[واژه‌نامه ۲۴]
- هری[واژه‌نامه ۲۵]
- لیستن[واژه‌نامه ۲۶]
- لابستر تون[واژه‌نامه ۲۷]
- مدیا مستر[واژه‌نامه ۲۸]
- مدیا پرتال[واژه‌نامه ۲۹]
- ام پی تری تونز[واژه‌نامه ۳۰]
- موزیک آی پی میکسر[واژه‌نامه ۳۱]
- پاکت تونز[واژه‌نامه ۳۲]
- سانگ برد[واژه‌نامه ۳۳]
- اسپاتیفای
- واگالومه[واژه‌نامه ۳۴]
- وایب استریمر[واژه‌نامه ۳۵]
- وی ال سی[واژه‌نامه ۳۶]
- وکس[واژه‌نامه ۳۷]
- ویوپلیر[واژه‌نامه ۳۸]
- ایکس باکس ۳۶۰[واژه‌نامه ۳۹]
- پی اس ۳[واژه‌نامه ۴۰]
- پی اس پی[واژه‌نامه ۴۱]
- ایکس باکس مدیا سنتر[واژه‌نامه ۴۲]
- یامی پاد[واژه‌نامه ۴۳]

سیستم‌هایی که از خوراک‌های آهنگ‌های قبلی شنیده شده‌استفاده می‌کنند:
- رابر برای راپسودی[واژه‌نامه ۴۴]

افزونه‌های کاربردی برای نرم‌افزارهای زیر موجود می‌باشد:
- آمیگا آی ام پی[واژه‌نامه ۴۵]
- بنشی[واژه‌نامه ۱۳]
- بیپ مدیا پلیر[واژه‌نامه ۴۶]
- دیدبیف[واژه‌نامه ۴۷]
- فوبار ۲۰۰۰[واژه‌نامه ۴۸]
- دایو ایکس کانکتد[واژه‌نامه ۴۹]
- جی موزیک برازر  (پلاگین غیررسمی)[واژه‌نامه ۵۰]
- آی‌تونز[واژه‌نامه ۵۱]
- آیپاد تاچ و آیفون
- لانچ کست[واژه‌نامه ۵۲]
- جی ریور مدیا سنتر[واژه‌نامه ۵۳]
- مدیا مانکی[واژه‌نامه ۵۴]
- مونیه[واژه‌نامه ۵۵]
- ام پی دی[واژه‌نامه ۵۶]
- موزیک کوب[واژه‌نامه ۵۷]
- ام ایکس پلی[واژه‌نامه ۵۸]
- نپستر وب رادیو[واژه‌نامه ۵۹]
- نوآئتون[واژه‌نامه ۶۰]
- پاندورا[واژه‌نامه ۶۱]
- پاکت پلیر[واژه‌نامه ۶۲]
- راپسودی[واژه‌نامه ۶۳]
- ریتمیک باکس[واژه‌نامه ۶۴]
- اسلکر[واژه‌نامه ۶۵]
- کیو سی دی[۴۹]
- کیود لیبت[واژه‌نامه ۶۶]
- ریل پلیر[واژه‌نامه ۶۷](پلاگین غیررسمی)
- اسلیم سرور[واژه‌نامه ۶۸]
- سانگ برد[واژه‌نامه ۳۳]
- وین‌امپ
- ویندوز مدیا پلیر[واژه‌نامه ۶۹]
- سیستم چندرسانه‌ای ایکس[واژه‌نامه ۷۰]
- ایکس ام ام اس ۲[واژه‌نامه ۷۱]
- ایکس ام پلی[واژه‌نامه ۷۲]
- یاهو موزیک انجین[واژه‌نامه ۷۳]

### سخت‌افزارهای پشتیبانی شده
در لست. اف‌ام از برخی از دستگاه‌های قابل حمل پخش‌کنندهٔ موسیقی پشتیبانی می‌شود. از آنجا که بیشتر این نرم‌افزارها به صورت آفلاین استفاده می‌شوند، لست. اف‌ام به صورت ذخیره‌سازی و انتقال در حالت آنلاین کار می‌کند.
نرم‌افزارهایی که از حالت انتقال دست جمعی پشتیبانی می‌کنند:
- نوکیا ان ۹۰۰ با کمک mafw-lastfm بر روی میمو
- آی پاد: جدیدترین نسخه لست. اف‌ام برای وندوز و مک این امکان را پشتیبانی می‌کند. البته این امکان در نسخه‌های قبلی نیز وجود داشت ولی به درستی کار نمی‌کرد.[۵۰]
  - افزونه لست. اف‌ام برای آیپاد اسکروبل در ریتمیکس باکس
  - سیستم جایگزین‌کنندهٔ راک باکس
  - foobar2000 پخش‌کنندهٔ لست. اف‌ام بر روی ویندوز می‌باشد (با استفاده از افزونه)
- آی پاد لمسی و آیفون: برای آی پاد لمسی و سیستم عامل نسخه ۲٫۰ آیفون، کاربر رسمی لست. اف‌ام وجود دارد[۵۱] البته بعد از جیل برک کردن آیفون، امکان نصب نرم‌افزار موبایل اسکروبلر که هم رادیو ی لست. اف‌ام را پخش می‌کند و هم آهنگ‌ها را از طریق وای فای و ۳ جی و ادج اسکروبل نی کند موجود است. سیستم ذخیره آهنگ‌های شنیده شده مانند آیتونز است به صورتی که باید ۵ ثانیهٔ آخر آهنگ شنیده شود تا آهنگ ثبت شود و این با سیستم لست. اف‌ام که پس از ۵۰٪ آهنگ، آن را ذخیره می‌کند. هنگامی که آیپاد با آیتونز هم پوشانی می‌کند، تعداد گوش دادن به آهنگ‌ها نیز منتقل می‌شود و لست. اف‌ام از همان استفاده می‌کند. البته آی سکروب هم وجود دارد که در پس زمینه با لست. اف‌ام اسکروبل می‌کند و نیازی به جیل برک ندارد.
- دستگاه‌های شنیداری فرانتیر سیسلیکون بیسد
- پخش‌کننده‌های متنوع دیگر:که با سیستم راکباکس پشتیبانی می‌شوند. تمامی داده‌های ذخیره شده توسط این پخش‌کننده‌ها را می‌توان در لست. اف‌ام قرار داد. برای این کار نیاز به نرم‌افزارهایی نظیر دپ-اسکروب و برنامهٔ نوشته شده بر مبنای کیو تی کیوتی اسکروبلر
- زون ماکروسافت با استفاده از زوسه
- زنزس[واژه‌نامه ۷۵] برنامهٔ کاربردی متن بازی می‌باشد که با دستگاه‌های بر مبنای ام تی پی نظیر آی رویور سیلیکس،[واژه‌نامه ۷۶] توشیبا گیگابیت لاین،[واژه‌نامه ۷۷] سانسای سن دیسک،[واژه‌نامه ۷۸] سری وای پی سامسونگ،[واژه‌نامه ۷۹] زون مایکروسافت و دستگاه‌های زن کراتیو[واژه‌نامه ۸۰] سازگاری دارد. این نرم‌افزار امکان ذخیرهٔ تعداد گوش دادن به آهنگ در لست. اف‌ام، دیدن جدول‌ها و همچنین اضافه کردن فهرست‌های پخش خود در لست. اف‌ام را برای شما فراهم می‌کند. زنزس اولین برای کار کردن با سری ویژن کراتیو زون طراحی شده بود:ام مدیا پلیر، به حر حال این نرم‌افزار با همهٔ دستگاه‌های سازگار با ام تی پی کار می‌می‌کند. نسخه جدیدی از این نرم‌افزار توسط آدام لیوزلی[واژه‌نامه ۸۱] در حال توسعه می‌باشد.[۵۲]
- ترک استور وایبز[واژه‌نامه ۸۲] با استفاده از آیت گات وایبز[واژه‌نامه ۸۳]
- پی اس پی با نرم‌افزار غیررسمی لایت ام پی تری[واژه‌نامه ۸۴]
- گوشس‌های اندروید گوگل از کاربر رسمی لست. اف‌ام استفاده می‌کنند که می‌شود آن را به صورت رایگان از اندروید مارکت دریافت کرد.
- موبلر[واژه‌نامه ۸۵] برای گوشی‌های سیمبیان. با موبلر، آهنگ‌ها به صورت زنده از طریق اینترنت اسکروبل می‌شوند، البته امکان ذخیره و ارسال در آینده نیز وجود دارد. این نرم‌افزار امکان پخش رادیو لست. اف‌ام را در کنار همهٔ امکانات دیگر دارد.
- اسپی پلیر[واژه‌نامه ۸۶] برای گوشی‌های هوشمند سیمبین وقتی موبلر کار نمی‌کند مانند سامسونگ آی ۸۵۱۰
- تلفن همراه آی ان کیو ۱ در نرم‌افزار چندرسانی خود لست اف را به صورت پایه‌ای پشتیبانی می‌کند.
- اسکیوز باکس (پخش‌کنندهٔ موسیقی در یک شبکه) اسکروبل و پخش رادیو لست. اف‌ام را پشتیبانی می‌کند.

## برنامه‌های کاربردی دیگر

### نرم‌افزارهای پشتیبانی شده توسط لست. اف‌ام
- ساخت لست. اف‌ام

از مارس ۲۰۰۸ وبسایت لست. اف‌ام قسمتی به عنوان ساخت اضافه کرده که در آن کاربران می‌توانند نرم‌افزارهایی که برای لست اف طراحی کرده‌اند به نمایش بگزارند و مورد بحث قرار دهند.
- کمک به گروه‌ها در اس ایکس اس دبلیو[واژه‌نامه ۸۷]

لست. اف‌ام در عین حال در جشنوارهٔ اس ایکس اس دبلیو با نرم‌افزاری در زمینه گروه‌های طرفدار به جمع اطلاعات آماری هنرمندان حاضر پرداخت.

### سایر کاربردها

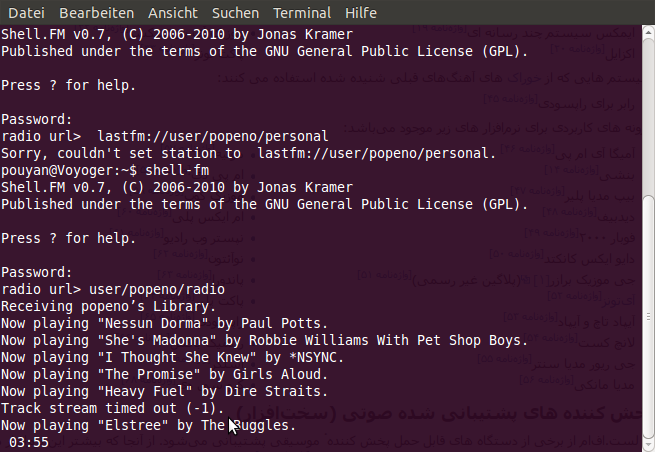
تصویری از میحط شل اف ام

- آی اسکروب[واژه‌نامه ۸۸] نرم‌افزار کامل و آنلاین برای اسکروبل کردن از طریق آیفون و آیپاد تاچ در پس زمینه[۵۵]
- iScrobble لست. اف‌ام Scrobbler زنده با سابقه غیر بیدرنگ Scrobbling موجود برای آیفون است.[۵۶]
- LastFmLib.net برای استفاده از خدمات وب در VB.Net لست. اف‌ام / سی شارپ[۵۷]
- لست. اف‌ام متصل به جاوا BSD برای استفاده از خدمات لست. اف‌ام وب در جاوا[۵۸]
- لست. اف‌ام آهنگ‌های اخیر برای سیستم عامل مک ایکس نمایش تازه‌ترین بازی کاربر آهنگ.[۵۹]
- ویدجت اپرا برای لست. اف‌ام می‌تواند آخرین آهنگ‌های پخش شده توسط کاربر را نشان دهد، ولی روی سیستم‌هایی کار می‌کند که در آن‌ها اپرا کار می‌کند.
- ویدگت لست. اف‌ام برای مک او اس ایکس پیام‌های کاربر را در شات باکس کاربر نشان می‌دهد.[۶۰]
- لست توتییت[واژه‌نامه ۸۹] جلد آلبوم آهنگی که پخش می‌شود را نشان می‌دهد، همچنین با توییتر سازگار است.[۶۱]
- فاکسی تونز[واژه‌نامه ۹۰] افزونهٔ فایرفاکس برای لست. اف‌ام که امکان نمایش داده‌های مربوط به آهنگ در حال پخش در نوار وضعیت را دارد.[۶۲]
- ۴یو۲ استریم[واژه‌نامه ۹۱] می‌تواند محتوای لست. اف‌ام را برای دستگاه‌های مجهز به آپ اپ پی پخش کند.[۶۳]
- اکزیت ا هد[واژه‌نامه ۹۲] آهنگ‌هایی که به نمایهٔ کاربر در لست اف نزدیک هستند را در ای بی می‌یابد.[۶۴]
- هایپ ماشین می‌تواند آهنگ‌های که شما گوش می‌دهید را با لست. اف‌ام اسکربل کند.[۶۵]
- سانگ استوری، نرم‌افزاری برای آیفون که برای هر آهنگ در حال پخش اطلاعات جالبی ارائه می‌دهد.[۶۶]
- شل. اف‌ام نرم‌افزاری برای استفاده از لست. اف‌ام در محیط ترمینال[۶۷]

## جدال‌ها

### تعمیرات اساسی در طراحی سایت

لست اف‌ام قبل از طراحی جدید

در ژوئیه ۲۰۰۸ لست. اف‌ام ظاهر خود را به‌طور کلی تغییر داد. این تغییر باعث از دسترس خارج شدن تعدادی از امکانات سایت و همچنین اضافه‌شدن بعضی امکانات جدید شد. البته این تغییرات نظر همهٔ کاربران را به خود جلب نکرد. بعضی از کاربران طراحی جدید را زشت و غیر کاربرپسند معرفی کردند. طراحی جدید قسمت بیشتری از بخش‌های مربوط به آدیواسکروبل را از دید خارج کرد. البته ۱ ماه بعد از طراحی مجدد سی‌بی‌اس در کنفرانس مطبوعاتی گفت که بازدید از لست. اف‌ام بعد از طراحی مجدد حدود ۲۰٪ افزایش یافته است.

### اجباری شدن اشتراک
تغییر سیاست شنیدن رایگان در ماچ ۲۰۰۸ اعلام شد. بنا به نوشته وبلاگ "[...] در ایالات متحده، انگلستان و آلمان، هیچ چیز تغییر نخواهد کرد. در همه کشورهای دیگر، گوش دادن به رادیو لست. اف‌ام به زودی از اشتراک سه یورو در هر ماه امکان پذیر خواهد بود [...]" این تغییرات در ۲۲ آوریل ۲۰۰۹ ترتیب اثر پیدا کرد. این تغییرات موجی از ناامیدی بین کاربران لست. اف‌ام ایجاد کرد. به‌طوری‌که تعداد زیادی از کاربران از ثبت اطلاعات آهنگ‌های خود خودداری کردند. همچنین تعدادی نیز حساب کاربری خود رابه‌طور کامل پاک کردند.

### ادعای نشت اطلاعات به انجمن صنعت ضبط آمریکا
در فوریه ۲۰۰۹ سایت تچ‌کرانچ اعلام کرده بود که لست. اف‌ام اطلاعات آهنگ‌هایی را که هنوز به‌طور رسمی منتشر شده‌اند، را به انجمن صنعت ضبط موسیقی آمریکا می‌رساند. این موضوع پس از آن توسط لست. اف‌ام انکار شد. این موضوع زمانی مورد بحث قرار گرفت که آلبوم جدید گروه یو ۲ به نام هیچ خطی در افق نیست قبل از انتشار رسمی توسط شبکهٔ پی‌توپی (P2P) و بیت‌تورنت مورد اشتراک قرار گرفت.
سه ماه بعد تچ‌کرانچ ادعای خود را در مورد لست. اف‌ام تکرار کرد. اما این‌بار شرکت مادر لست. اف‌ام یعنی سی‌بی‌اس را مسئول این امر دانست. سی بی اس و لست. اف‌ام هیچ‌یک از این اتهامات را نپذیرفتند.

### حذف پیش‌نمایش
در ۱۲ آوریل ۲۰۱۰ لست. اف‌ام اعلام کرد که دیگر امکان گوش دادن به کل آهنگ موجود نیست. برای این منظور کاربران به سایت‌هایی نظیر ماگ و هایپ ماشین منتقل خواهند شد. البته این کار واکنشی منفی را میان کابران لست. اف‌ام ایجاد کرد. در عین حال این امکان را از هنرمندان گمنام گرفت که خود را از طریق موسیقی آزاد مطرح کنند.

### حذف امکان پخش رایگان رادیو
در تاریخ ۷ فوریه ۲۰۱۱ لست. اف‌ام با ارسالی ایمیلی به کاربران و همچنین نوشتن در وبلاگ خود اعلام کرد که از تاریخ ۱۵ فوریه ۲۰۱۱، دیگر به پخش‌کننده‌های بر روی دستگاه‌های قابل حمل و تلفن‌های همراه و همهٔ دستگاه‌هایی که امکان پخش رادیوهای لست. اف‌ام را دارند، به جز نرم‌افزار رسمی که بر روی رایانه اجرا می‌شود، اجازهٔ پخش رایگان موسیقی نمی‌دهد و همهٔ کاربران ملزم به خرید حق ثیت نام ۳ دلار در ماه می‌باشند تا بتوانند از این دستگاه‌ها استفاده کنند. این تغییر شامل نرم‌افزارهای سکوهای آیفون، اندروید نیز می‌شود. در عین حال این وبگاه برای امتحان کردن سیستم، تمامی کاربران مقیم آلمان، بریتانیا و آمریکا را ۳ ماه رایگان آبونه کرد. کاربران زیادی در انجمن گفتگوی این وبگاه به اعتراض پرداختند.

## خدمات مشابه
- باتانگا[واژه‌نامه ۹۴]
- دیزر دات کام[واژه‌نامه ۹۵]
- گروشارک[واژه‌نامه ۹۶]
- هایپ ماشین[واژه‌نامه ۷]
- آی لایک[واژه‌نامه ۹۷]
- آی میم[واژه‌نامه ۹۸]
- آی او سونیک[واژه‌نامه ۹۹]
- لیبره اف ام[واژه‌نامه ۱۰۰]
- لایو ۳۶۵[واژه‌نامه ۱۰۱]
- یامندو[واژه‌نامه ۱۰۲]
- یانگو[واژه‌نامه ۱۰۳]
- می‌میکس[واژه‌نامه ۱۰۴]
- ماگ[واژه‌نامه ۵]
- موزون[واژه‌نامه ۱۰۵]
- موزیکاوری[واژه‌نامه ۱۰۶]
- پاندورا[واژه‌نامه ۶۱]
- پلی لسیت. کام[واژه‌نامه ۱۰۷]
- رادیولوشس[واژه‌نامه ۱۰۸]
- شِیر دی موزیک[واژه‌نامه ۱۰۹]
- اسلکر[واژه‌نامه ۶۵]
- اسپیرال فراگ[واژه‌نامه ۱۱۰]
- اسپاتیفای[واژه‌نامه ۶]
- تون ویکی[واژه‌نامه ۱۱۱]
- وی ۷[واژه‌نامه ۱۱۲]
- زون سوشیال[واژه‌نامه ۱۱۳]

## واژه‌نامه
1. ↑  Whitechapel
2. 1 2  Scrobbel
3. ↑  Rating
4. ↑  Dashboard
5. 1 2 3  MOG
6. 1 2  Spotify
7. 1 2 3  Hype Machine
8. ↑  OnebyOne
9. ↑  AlbumPlayer
10. ↑  AIMP
11. ↑  aTunes
12. ↑  Audacious
13. 1 2  Banshee
14. ↑  Billy
15. ↑  BMPx
16. ↑  cmus
17. ↑  Cog
18. ↑  EMMS
19. ↑  Exaile
20. ↑  Ezmo
21. ↑  Guayadeque
22. ↑  Helium Music Manager
23. ↑  iScrobble Pick 'n' Mix
24. ↑  iScrobble Premium
25. ↑  Herrie
26. ↑  Listen
27. ↑  LobsterTune
28. ↑  MediaMaster
29. ↑  MediaPortal
30. ↑  MP3Toys
31. ↑  MusicIP Mixer
32. ↑  Pocket Tunes
33. 1 2  Songbird
34. ↑  Vagalume
35. ↑  Vibe Streamer
36. ↑  VLC media player
37. ↑  Vox
38. ↑  VUPlayer
39. ↑  Xbox 360
40. ↑  PlayStaion3
41. ↑  PSP
42. ↑  XBoxMediaCenter
43. ↑  YamiPod
44. ↑  Rhobbler
45. ↑  AmigaAMP
46. ↑  Beep Media Player
47. ↑  DeaDBeeF
48. ↑  foobar2000
49. ↑  DivX Connected
50. ↑  gmusicbrowser
51. ↑  iTunes
52. ↑  LAUNCHcast
53. ↑  J. River Media Center
54. ↑  MediaMonkey
55. ↑  Muine
56. ↑  MPD
57. ↑  musikCube
58. ↑  MXPlay
59. ↑  Napster Web Radio
60. ↑  Noatun
61. 1 2  Pandora
62. ↑  Pocket Player
63. ↑  Rhapsody
64. ↑  Rhythmbox
65. 1 2  Slacker
66. ↑  Quod Libet
67. ↑  RealPlayer
68. ↑  SlimServer
69. ↑  Windows Media Player
70. ↑  XMMS
71. ↑  XMMS2
72. ↑  XMPlay
73. ↑  Yahoo Music Engine
74. ↑  batch
75. ↑  Zenses
76. ↑  iriver clix
77. ↑  Toshiba's Gigabeat line
78. ↑  SanDisk's Sansa
79. ↑  Samsung's YP series
80. ↑  Creative's Zen
81. ↑  Adam Livesly
82. ↑  TrekStor Vibez
83. ↑  It'sGotTheVibez
84. ↑  LightMP3
85. ↑  Mobbler
86. ↑  Aspy Player
87. ↑  SXSW
88. ↑  iScrob
89. ↑  last.tweet
90. ↑  FoxyTunes
91. ↑  4u2Stream
92. ↑  ExitAhead
93. ↑  No Line On The Horizon
94. ↑  Batanga
95. ↑  deezer.com
96. ↑  Grooveshark
97. ↑  iLike
98. ↑  imeem
99. ↑  ionsonic.com
100. ↑  Libre.fm
101. ↑  Live365
102. ↑  Jamendo
103. ↑  Jango
104. ↑  MeeMix
105. ↑  Moozone
106. ↑  Musicovery
107. ↑  Playlist.com
108. ↑  Radiolicious
109. ↑  ShareTheMusic
110. ↑  SpiralFrog
111. ↑  Tunewiki
112. ↑  We7
113. ↑  Zune Social